# 택시 투 더 다크 사이드
택시 투 더 다크 사이드(Taxi To The Dark Side)는 미국에서 제작된 알렉스 기브니 감독의 2007년 다큐멘터리 영화이다. 알렉스 기브니 등이 주연으로 출연하였고 알렉스 기브니 등이 제작에 참여하였다.

## 출연

### 주연
- 알렉스 기브니
- 브라이언 키스 앨런

### 조연
- 딕 체니
- 토마스 커티스
- 그렉 다고스티노
- 칼 레빈

## 제작진
- 공동제작: 슬로안 클레빈

## 같이 보기
- 아부그라이브 교도소 가혹행위 사건